# زينون دي سوزا فارياس
زينون دي سوزا فارياس (بالبرتغالية: Zenon) مواليد 31 مارس 1954 في البرازيل، هو لاعب كرة قدم برازيلي سابق كان يلعب كلاعب وسط.

## المسيرة الاحترافية

### أندية لعب لها
- نادي أفاي لكرة القدم
- نادي غواراني
- النادي الأهلي (جدة)
- نادي كورينثيانز
- أتلتيكو مينييرو
- جمعية بورتوغيزا الرياضية
- نادي جريميو مارينغا

## روابط خارجية
- زينون دي سوزا فارياس على موقع ناشيونال فوتبول تيمز (الإنجليزية)